# Bieg ulicą Piotrkowską
Bieg Ulicą Piotrkowską – jedno z największych wydarzeń sportowych dla amatorów biegania ulicznego na terenie Łodzi, organizowane corocznie w kwietniu lub maju na ul. Piotrkowskiej (pomiędzy placem Wolności a al. Mickiewicza).
Impreza na stałe wpisała się do kalendarza imprez organizowanych na terenie miasta. Dotychczas odbyło się dziesięć Biegów (w latach 2003–2012). Głównym celem Biegu jest propagowanie zdrowego trybu życia oraz zachęcenie mieszkańców do aktywności sportowej. Organizatorami biegu są m.in. INTELMEDIA, BLERSPORT, Urząd Miasta Łodzi, Łódzki Związek Lekkiej Atletyki. Zmagania sportowców-amatorów transmitują ogólnopolskie kanały: TVN, TVP3 oraz Telewizja Toya.
W 2011 roku po raz pierwszy uczestnicy rywalizowali na dziesięciokilometrowym dystansie, który został atestowany przez Polski Związek Lekkiej Atletyki. W latach 2012–2014 z powodu remontu ulicy Piotrkowskiej start i meta biegu zlokalizowane były w Manufakturze.
Każdy zawodnik, który ukończy bieg otrzymuje dyplom (w klasyfikacji generalnej za miejsca I-III wręczane są puchary oraz nagrody rzeczowe).

## Kategorie
- Bieg niepełnosprawnych
- Bieg dzieci ze szkół podstawowych (klasy 1-3)
- Bieg dzieci ze szkół podstawowych (klasy 4-6)
- Bieg dzieci ze szkół gimnazjalnych
- Bieg młodzieży ze szkół średnich
- Bieg VIP-ów

(w 2008 uczestniczyli w nim m.in. byli sportowcy Robert Korzeniowski i Artur Partyka, polityk Wojciech Olejniczak oraz: Zbigniew Buczkowski, Robert Moskwa, Piotr Zelt, Dominika Figurska, Marian Lichtmann, Hanna Zdanowska, Małgorzata Niemczyk, Zdzisław Choffmann, Adam Fidusiewicz, Marcin Chochlew, Marek Włodarczyk)
- Bieg główny (na dystansie 10 km)